# Rioz
Rioz ist eine Gemeinde im französischen Département Haute-Saône in der Region Bourgogne-Franche-Comté. Es ist Hauptort des Kantons Rioz im Arrondissement Vesoul und Verwaltungssitz des Gemeindeverbandes Communauté de communes du Pays Riolais.

## Geographie
Rioz liegt auf einer Höhe von 264 m über dem Meeresspiegel, etwa auf halbem Weg zwischen Vesoul und Besançon, 21 Kilometer nordnordöstlich der Stadt Besançon (Luftlinie). Das Dorf erstreckt sich im Süden des Departements, auf dem Plateau nördlich des Flusstals des Ognon an der oberen Buthiers, zwischen den ausgedehnten Waldgebieten Forêt de Sorans im Westen und Grands Bois im Nordosten.
Die Fläche des 17,20 km² großen Gemeindegebiets umfasst einen Abschnitt der gewellten Landschaft zwischen den Flusstälern von Ognon im Süden und Saône im Nordwesten. Der zentrale Teil des Gebietes wird vom Plateau von Rioz eingenommen, das durchschnittlich auf 280 m liegt. Es besteht aus einer Wechsellagerung von kalkigen und sandig-mergeligen Schichten aus der oberen Jurazeit. Das Plateau ist überwiegend mit Acker- und Wiesland bestanden. Es wird durch die Buthiers, die nordöstlich des Dorfes entspringt, nach Süden zum Ognon entwässert. Der Bach wird nördlich des Dorfes zu zwei Fischweihern aufgestaut.
Nach Westen erstreckt sich das Gemeindeareal in die Waldungen von Bois de la Hye, Bois de la Charrière (bis 365 m) und Forêt de Sorans. Im Norden reicht ein schmaler Zipfel über einen sanft ansteigenden Hang bis auf die Höhe des Bois des Rêpes, auf der mit 402 m die höchste Erhebung von Rioz erreicht wird. Östlich von Rioz befinden sich die Waldungen des Bois d'Anthon. Die Siedlungen Anthon und Dournon bilden zusammen eine Exklave, die eine Talmulde am Südrand der Grands Bois umfasst.
Zu Rioz gehören neben dem eigentlichen Ort drei Siedlungen:
- Anthon (278 m) in einer Talmulde am Südrand der Höhen der Grands Bois
- Dournon (285 m) in einer Talmulde am Südrand der Höhen der Grands Bois
- Les Fontenis (302 m) auf dem Plateau von Rioz am Südrand des Bois des Rêpes

Nachbargemeinden von Rioz sind Hyet, La Malachère und Quenoche im Norden, Traitiéfontaine, Ruhans und Cirey im Osten, Neuvelle-lès-Cromary im Süden sowie Trésilley im Westen.

## Geschichte
Überreste einer gallorömischen Villa und verschiedene Funde weisen darauf hin, dass das Gemeindegebiet von Rioz schon sehr früh besiedelt war. Im Mittelalter gehörte Rioz zur Freigrafschaft Burgund und darin zum Gebiet des Bailliage d’Amont. Die Lokalherrschaft oblag der Baronie von Fondremand. Während des Dreißigjährigen Krieges wurde Rioz stark in Mitleidenschaft gezogen. Zusammen mit der Franche-Comté gelangte das Dorf mit dem Frieden von Nimwegen 1678 definitiv an Frankreich. 
Zu einer Gebietsveränderung kam es im Jahr 1807, als die vorher selbständigen Gemeinden Anthon (1806: 143 Einwohner) und Dournon (1806: 69 Einwohner) nach Rioz eingemeindet wurden. Im 19. Jahrhundert erlangte Rioz dank seiner Steingutfabrik überregionale Bedeutung. Mit der Eingemeindung von Les Fontenis (1968: 39 Einwohner) wurde 1973 eine weitere Gebietsveränderung vollzogen. Heute ist Rioz Verwaltungssitz des 33 Ortschaften umfassenden Gemeindeverbandes Communauté de communes du Pays Riolais.

## Sehenswürdigkeiten
Die Dorfkirche von Rioz wurde im 18. Jahrhundert neu erbaut. Ihr Turm trägt die für die Franche-Comté typische Haube. Zur bemerkenswerten Ausstattung, die ebenfalls aus dieser Zeit stammt, gehören die Kanzel, der Altar und die Statue des heiligen Christophorus. 
Das Lavoir, ehemaliges Waschhaus, Brunnen und Viehtränke, wurde 1833 errichtet. Auf freiem Feld nördlich von Rioz steht die Kapelle Saint-Roch (19. Jahrhundert).

## Bevölkerung
Mit 2432 Einwohnern (1. Januar 2022) gehört Rioz zu den kleineren Gemeinden des Département Haute-Saône. Nachdem die Einwohnerzahl in der ersten Hälfte des 20. Jahrhunderts deutlich abgenommen hatte (1891 wurden noch 1100 Personen gezählt), wurde in einer ersten Phase zu Beginn der 1970er Jahre eine Bevölkerungszunahme verzeichnet. Nach einer Zeit der Stagnation setzte ab 1990 erneut ein kräftiges Bevölkerungswachstum ein. Seither hat sich die Einwohnerzahl fast verdoppelt.
Anschaulicher Ausdruck des dynamischen Bevölkerungszuwachses sind die sich kontinuierlich ausdehnenden Siedlungen mit kleinen Einfamilienhäusern im Süden und die ebenfalls stetig wachsenden Gewerbegebiete im Norden.
| Einwohner                  | 682 | 683 | 836 | 889 | 883 | 1134 | 1840 |
| Quellen: Cassini und INSEE |     |     |     |     |     |      |      |

## Wirtschaft und Infrastruktur
Rioz war früher ein vorwiegend durch die Landwirtschaft (Ackerbau, Obstbau und Viehzucht) und die Forstwirtschaft geprägtes Dorf. Schon früh erlangte jedoch Handel und Gewerbe eine wichtige Bedeutung in dem am Verkehrsweg von Besançon nach Vesoul gelegenen Ort. Die Wasserkraft der Buthiers wurde früher für den Betrieb von zwei Mühlen genutzt. 
Heute nimmt Rioz zentralörtliche Funktionen für das nähere Umland wahr. Es gibt verschiedene Betriebe des Einzelhandels und Dienstleistungsbetriebe für den täglichen Bedarf. In den letzten Jahrzehnten entstand insbesondere am nördlichen Ortsrand eine Gewerbe- und Industriezone. Hier haben sich Unternehmen der Metallverarbeitung, der Feinmechanik sowie des Bau- und Transportgewerbes niedergelassen. Viele Erwerbstätige sind auch Wegpendler, die in Vesoul und in der Agglomeration Besançon ihrer Arbeit nachgehen. Die Weilersiedlungen sind noch vorwiegend landwirtschaftlich geprägt. Rioz verfügt über ein Collège und ein Labor für Milchanalyse. Es ist Standort eines Campingplatzes und besitzt ein großes Freibad.
Die Ortschaft ist verkehrstechnisch gut erschlossen. Sie liegt an der Hauptstraße N57, die von Besançon nach Vesoul führt. Rioz ist durch eine Ortsumfahrung vom Durchgangsverkehr entlastet. Der nächste Anschluss an die Autobahn A36 befindet sich in einer Entfernung von ungefähr 19 km. Weitere Straßenverbindungen bestehen mit Loulans-Verchamp, Traitiéfontaine, Moncey, Montarloz-lès-Rioz und Trésilley.

## Kultur
Über die Region hinaus bekannt ist der Karneval von Rioz, der jeweils zu Beginn des Aprils stattfindet.